# Улица херцег Стјепана (Београд)
| Улица херцег Стјепана | Улица херцег Стјепана |
| --------------------- | --------------------- |
|                       |                       |
| Општина               | Стари Град            |
| Почетак               | Венизелосова улица    |
| Крај                  | Дунавска улица        |
| Створена              | 1920.                 |
|                       |                       |
|                       |                       |
| Херцег Стјепана       |                       |

Улица херцег Стјепана  налази се на Општини Стари град Београда и протеже се правцем од Венизелосове до Дунавске улице. 

## Име улице
Улица је настала 1920. године. Улица се налази на Општини Стари град и пружа се од Венизелосове до Дунавске улице. Добила је назив по херцегу од Светог Саве, Стефану Косачи.

### Херцег Стјепан
Назив је добила по херцег Стјепану. Био је средњовековни властелин и оснивач Војводства Светог Саве, по његовој титули херцег од Светог Саве. По њему је цела област добила назив Херцеговина. Име се први пут појавило 1454. године.

## Суседне улице
- Улица Миће Поповића
- Улица Сењанина Иве
- Венизелосова улица
- Дунавска улица
- Гундулићев венац

## Улицом херцега Стјепана

### Комплекс радничких станова
Комплекс радничких станова је споменик културе и протеже се улицама: Гундулићев венац 30-32, Венизелосова 13, Херцег Стјепана 3-5, Сењанина Иве 14-16. Комплекс станова чине објекти од којих је први саграђен 1909. године по пројекту прве жене архитекте Јелисавете Начић, а изграђен је на иницијативу Београдске општине, због решења стамбеног питања радника у доба интезивног развоја индустрије у Београду почетком 20. века.

- Једнолична грађевина која се простире Венизелосовом

### Спортска гимназија
Спортска гимназија је са радом почела у септембру 2002. године. Школску 2002/2003. годину настава се одвијала у два објекта, и то у згради бивше XI београдске гимназије и у згради у Улици Петра Чајковског 2а. Школа се од 2017. године налази у згради у Улици херцег Стјепана 7, на месту некадашње основне школе „Стари град”.